# Ринкитинк в стране Оз
«Ринкитинк в стране Оз, где описано опасное путешествие принца Инги из Пингареи и короля Ринкитинка по волшебным островам, которые находятся за границей страны Оз» (англ. Rinkitink in Oz: Wherein is Recorded the Perilous Quest of Prince Inga of Pingaree and King Rinkitink in the Magical Isles that Lie Beyond the Borderland of Oz) — книга американского писателя Лаймена Баума, десятая книга в серии о сказочной стране Оз. Опубликована 20 июня 1916 года, с цветными и чёрно-белыми иллюстрациями художника Джона Р.Нила. Книга была посвящена новорожденному внуку автора — Роберту Элисону Бауму, первому ребёнку второго сына автора — Роберта Стэнтона Баума.
Большая часть действия книги развёртывается на трёх островах — Пингарея, Регос и Корегос — и в пещерах короля гномов. После того как король гномов Рокуэт Красный, впоследствии сменивший имя на Руггедо, был свергнут (об этом рассказывается в книге Баума 1914 года «Тик-Ток из страны Оз»), Бауму пришлось переписывать историю королевства гномов, чтобы объяснить пребывание у власти преемника Руггедо — Калико. Никто из обитателей страны Оз — героев предыдущих книг серии — не участвует в приключениях героев до самой кульминации книги. Это связано с тем, что Баум написал первоначальный вариант книги ещё в 1905 году как самостоятельное произведение, не связанное с циклом о стране Оз.
«Ринкитинк в Стране Оз» была одной из шести книг серии о стране Оз, переизданных издательством Rand McNally в 1939 году в виде, адаптированном специально для маленьких читателей, в целях популяризации фильма «Волшебник страны Оз».
На русском языке издана в 1993 году в переводе М.Липман с иллюстрациями А.Засыпкина.